# Lucinda Green
Lucinda Green (* 7. November 1953 in Andover, England als Lucinda Prior-Palmer) ist eine britische Vielseitigkeitsreiterin. Sie ist heute auch als Journalistin und Sportfunktionärin tätig. 

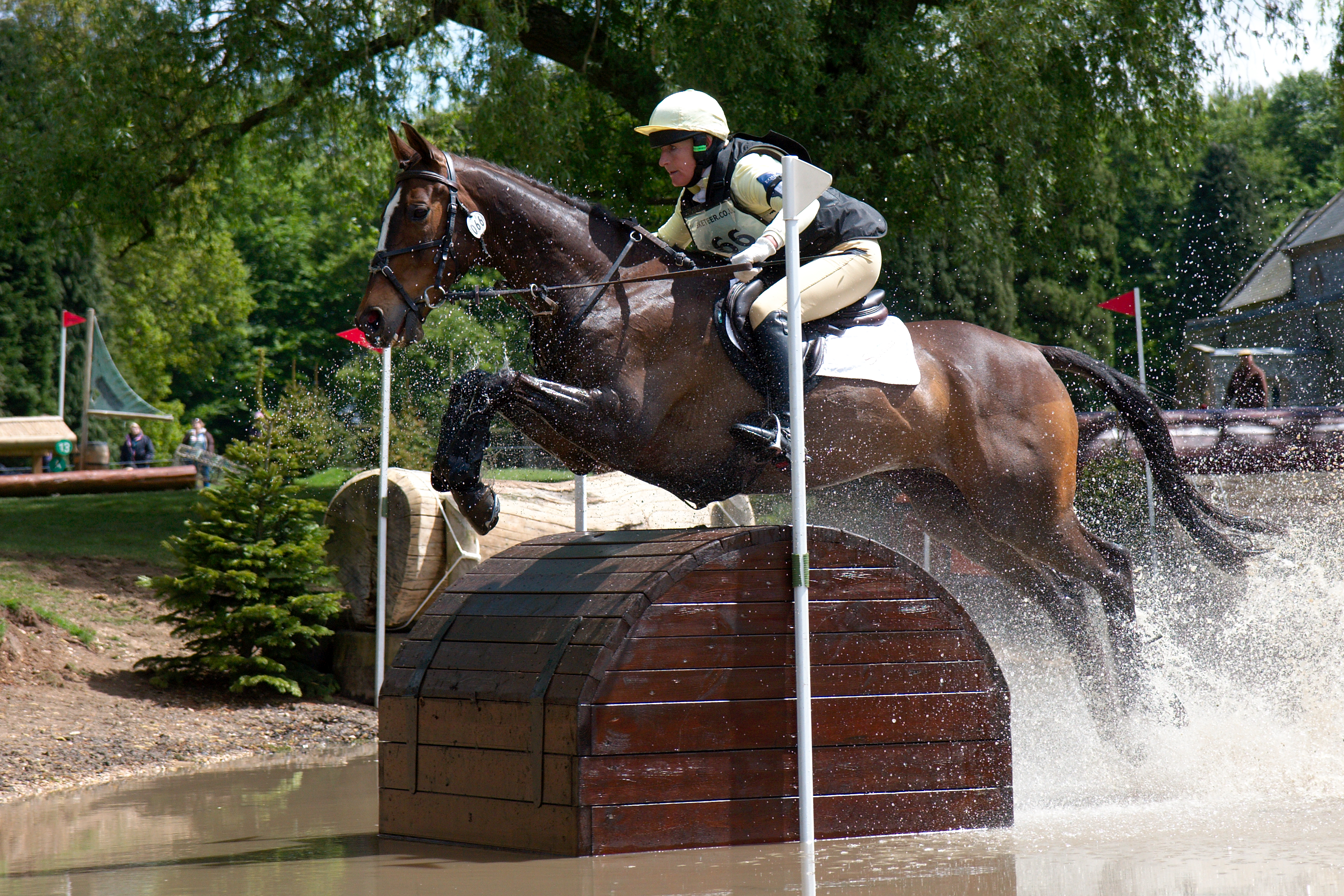
Lucinda Green mit Cry Freedom beim CICO 3* Houghton Hall 2013

Green nahm an drei Olympischen Spielen teil und gewann dabei 1984 in Los Angeles mit der Mannschaft die Silbermedaille. Neben vielen anderen Titeln gewann sie sechs Mal die Badminton Horse Trials, womit sie Rekordsiegerin dieses Wettbewerbs ist und besonders bekannt wurde. Ihre internationale Karriere beendete sie 1987. Dennoch ist sie auch heute noch im Reitsport aktiv und trainiert zudem Geländereiter.